# Сафронников, Леонид Игоревич
Леонид Игоревич Сафронников (род. 28 октября 1971) — советский и белорусский легкоатлет, специалист по бегу на короткие дистанции. Выступал на профессиональном уровне в 1991—2001 годах, чемпион Спартакиады народов СССР, чемпион СССР и Белоруссии, действующий рекордсмен Белоруссии в эстафете 4 × 100 метров. Представлял город Минск и спортивное общество «Трудовые резервы». Тренер по лёгкой атлетике.

## Биография
Леонид Сафронников родился 28 октября 1971 года.
Занимался лёгкой атлетикой в Минске, выступал за Белорусскую ССР и добровольное спортивное общество «Трудовые резервы». Проходил подготовку под руководством заслуженного тренера Белоруссии Владимира Никифоровича Зинченко.
Первого серьёзного успеха на всесоюзном уровне добился в июле 1991 года, когда на чемпионате страны в рамках X летней Спартакиады народов СССР в Киеве вместе с партнёрами по белорусской сборной Андреем Черкашиным, Александром Старовойтовым и Александром Кнышем превзошёл всех соперников в эстафете 4 × 100 метров и завоевал золотую награду, при этом установил ныне действующий рекорд Белоруссии в данной дисциплине — 39,44.
В 1993 году стал чемпионом Белоруссии в беге на 100 и 200 метров.
В 1994 году защитил звание чемпиона страны в 200-метровой дисциплине, с личным рекордом 21,24 занял третье место в Первой лиге Кубка Европы в Валенсии.
В июле 1995 года на соревнованиях в Гомеле установил свой личный рекорд в беге на 100 метров — 10,40.
В 1996 году на чемпионате Белоруссии в Гомеле выиграл бронзовую и золотую медали на дистанциях 100 и 200 метров соответственно. Занял пятое и второй места в беге на 200 метров и в эстафете 4 × 100 метров в Первой лиге Кубка Европы в Бергене.
В 1997 году в 200-метровом беге показал четвёртый результат на турнире «Русская зима» в Москве.
В 1998 году стал победителем Кубка Белоруссии в Минске в дисциплинах 100 и 200 метров, выиграл 100 метров на чемпионате Белоруссии в Гомеле. Бежал 100 метров в Первой лиге Кубка Европы в Мальмё и на Мемориале Януша Кусочиньского в Варшаве.
В 1999 году среди прочего выиграл зимний чемпионате Белоруссии в Минске в беге на 60 метров, установив при этом личный рекорд — 6,72.
Завершил спортивную карьеру по окончании сезона 2001 года.
Впоследствии проявил себя на тренерском поприще, работал тренером-преподавателем в Республиканском центре олимпийской подготовки по лёгкой атлетике в Минске и в национальной сборной Белоруссии. Подготовил ряд титулованных бегунов международного класса, среди них его жена Наталья Сафронникова (Виноградова), а также такие известные спринтеры как Оксана Драгун, Елена Данилюк-Невмержицкая, Кристина Тимановская и др.